# Vicia tetrasperma
Vicia tetrasperma es una especie  de la familia de las fabáceas.

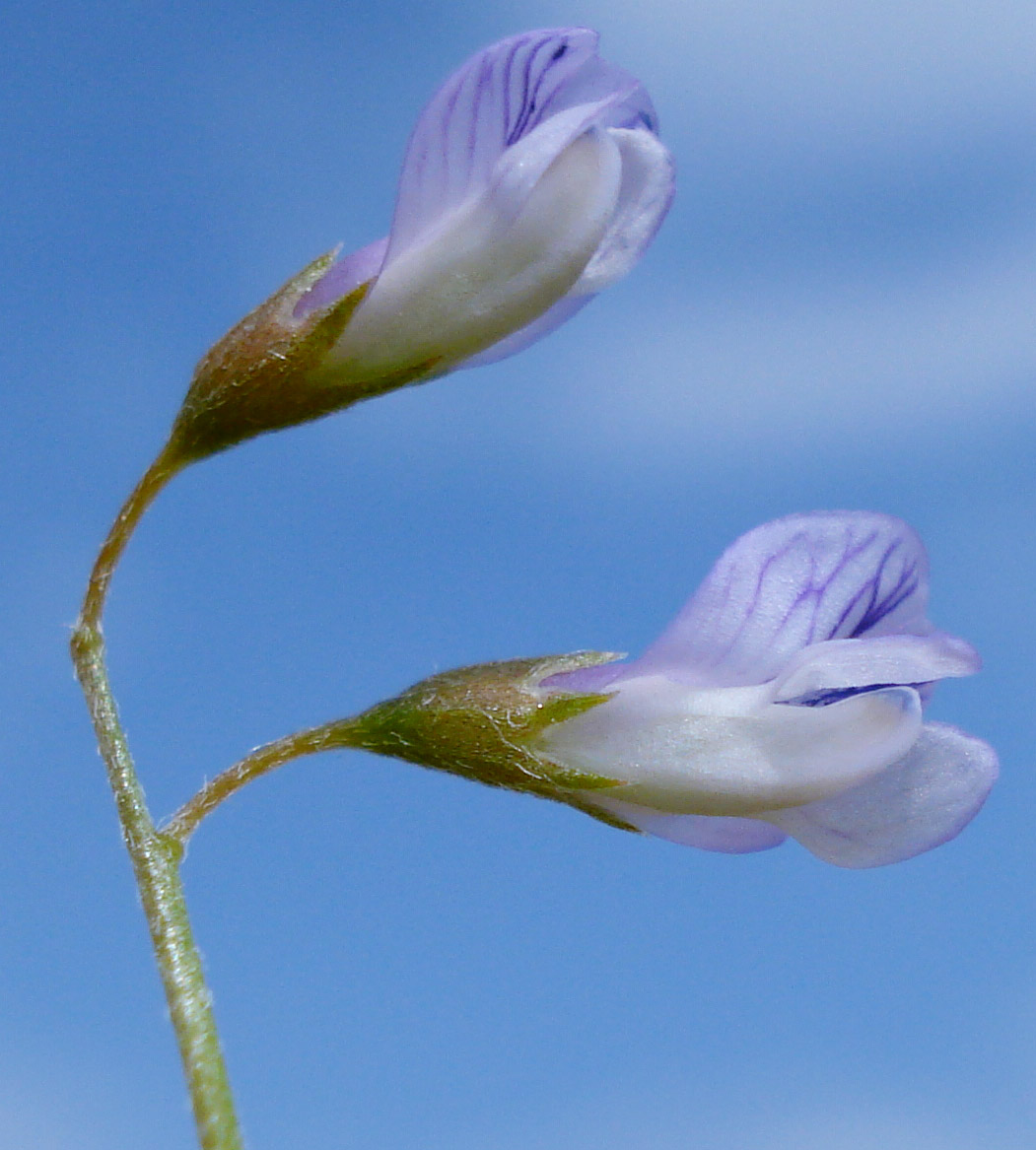
Detalle de la flor

## Descripción
Difiere de Vicia tenuissima en que suele tener 1 o 2 flores en cabillos aproximadamente del mismo largo que las hojas, en tanto que en Vicia tenuissima los cabillos son más largos que las hojas. Flores morado pálido de 4-8 mm. Vaina de 9-16 mm, marrón, normalmente glabra. Florece desde finales de primavera y en verano. 

## Hábitat
Habita en praderas, prados de siega y campos cultivados.

## Distribución
En toda Europa.

## Taxonomía
Vicia tetrasperma fue descrita por (L.) Schreb. y publicado en Spicilegium Florae Lipsicae 26. 1771.
Citología
Número de cromosomas de Vicia tetrasperma (Fam. Leguminosae) y táxones infraespecíficos: 2n=14
Etimología
Vicia: nombre genérico que deriva del griego bíkion, bíkos, latinizado vicia, vicium = la veza o arveja (Vicia sativa L., principalmente).
tetrasperma: epíteto latino que significa "con 4 semillas".
Sinonimia:
- Ervum tenuissimum Pers.
- Ervum tetraspermum L. basónimo
- Vicia gemella Crantz[5]

## Nombre común
- Castellano: vícia tetrasperma.[6]